# سد أونبي
سد أونبي  هو سد جاذبية يقع في محافظة شيمانه في اليابان. يستخدم السد للسيطرة على الفيضانات وتوليد الطاقة. تبلغ مساحة مستجمعات المياه في السد 102.4 كيلومتر مربع. يحجز السد حوالي 104 هكتار من الأرض عندما يمتلئ ويمكنه تخزين 16800 ألف متر مكعب من المياه. بدأ بناء السد في عام 1973 واكتمل في عام 1990. 